# Fukuda Keiko
Fukuda Keiko (福田 敬子 Phúc Điền Kính Tử) (12 tháng 4 năm 1913 – 9 tháng 2 năm 2013) là người phụ nữ có đẳng cấp judo cao nhất trong lịch sử, với đẳng cấp 9 đẳng Kodokan và 10 đẳng Judo Hoa Kỳ. Bà cũng là môn sinh còn sống cuối cùng của Tổ sư Judo Kanō Jigorō. Bà cũng là một trong những judoka tiên phong của phụ nữ, người phụ nữ đầu tiên được phong 6 đẳng vào năm 1972 và sau đó là 9 đẳng vào năm 2006 bởi Kodokan.

## Thiếu thời
Fukuda Keiko sinh ngày 12 tháng 4 năm 1913, tại Tokyo, Nhật Bản. Cha bà qua đời khi bà hãy còn nhỏ. Cũng như những người phụ nữ trẻ thời bấy giờ, bà được giáo dục về các nghệ thuật truyền thống Nhật Bản như thư pháp, cắm hoa và trà đạo. Do ảnh hưởng của gia đình, tuy được giáo dục theo tiêu chuẩn của phụ nữ bấy giờ, bà sớm bộc lộ sự ham thích võ thuật.
Ông nội của bà, Fukuda Hachinosuke, là một samurai và cao thủ Tenjin Shinyō-ryū jujutsu. Ông từng dạy jujutsu cho một môn sinh trẻ có tên là Kanō Jigorō, người về sau ságn lập môn phái judo và tổ đường Kodokan.
Kanō đã khởi sự dạy Judo cho phụ nữ từ năm 1893 (Sueko Ashiya), và ông đã thành lập joshi-bu (lớp tập nữ) tại Kodokan từ năm 1926. Để tỏ lòng kính trọng đối với người thầy đầu tiên của mình, ông đã mời các thành viên trẻ của gia đình Fukuda đến tham quan các buổi tập Judo.
Mối quan tâm với Judo của bà bắt đầu từ sau một lần đi với mẹ để xem một buổi tập đó. Quyết định theo đuổi môn võ mới Judo được mẹ và anh trai bà ủng hộ, nhưng chú của bà lại phản đối. Mẹ và anh bà cho rằng bà sẽ sớm tìm thấy một tấm chồng trong lớp tập Judo. Tuy nhiên, bà đã không bao giờ kết hôn, mà dành trọn đời mình cho sự nghiệp Judo. Bà bắt đầu tập Judo năm 1935, là một trong số 24 phụ nữ theo tập ở Kodokan bấy giờ. Ngoài sự hướng dẫn trực tiếp của Kanō, bà còn được hướng dẫn của sư huynh mình, cũng là một cao thủ Judo, là Kyuzo Mifune.

## Sự nghiệp Judo
Với một chiều cao khiêm tốn chỉ 1m50 và cân nặng 45 kg, bà sớm trở thành một trợ lý huấn luyện Judo vào năm 1937. Bà cũng có được một chứng chỉ về văn học Nhật Bản cũng như Anh ngữ của Đại học Phụ nữ Showa. Năm 1953, bà được phong 5 đẳng Judo. Tuy nhiên, bấy giờ Kodokan là một nơi "lỗi thời và trọng nam khinh nữ trong vấn đề xếp hạng đai đẳng", đã từng tồn tại một quy định ngăn cấm phụ nữ được vượt qua cấp ngũ đẳng huyền đai. Điều này đã làm bà dậm chân cấp bậc của mình gần 30 năm.
Bà nhiều lần du lịch đến Mỹ và giảng dạy theo lời mời của các võ quán Judo tại đây. Bấy giờ bà là một trong 4 phụ nữ trên thế giới có 5 đẳng và là một trong 2 huấn luyện viên nữ tại Kodokan (người còn lại là Masako Noritomi). Năm 1966, bà được mời giảng dạy tại Mills College và lưu lại đây hơn 10 năm. Thời gian đầu, bà sống và dạy võ tại Noe Valley, trong nhà của một học viên tên là Shelley Fernandez. Khi lớp học bắt đầu phát triển đông võ sinh, bà dời võ quán về chùa Sokoji Zen ở Japantown, San Francisco và đặt tên là Soko Joshi Judo Club.
Năm 1972, Kodokan tháo bỏ quy định hạn chế cấp đẳng với phụ nữ, bà trở thành phụ nữ đầu tiên được phong 6 đẳng bởi Kodokan.. Năm 1978, bà từ bỏ quốc tịch Nhật Bản, trở thành công dân Mỹ và chuyển về định cư hẳn tại San Francisco Bay Area.
VỚi những cống hiến của mình, bà được 3 tổ chức Judo phong đẳng cấp danh dự. Năm 2001, bà được Liên đoàn Judo Hoa Kỳ phong hồng đai (tương đương 9 đẳng). Ngày 8 tháng 1 năm 2006, bà được tổ đường Kodokan phong bậc cửu đẳng và trở thành người phụ nữ đầu tiên được phong bậc cao quý này. Ngày 28 tháng 7 năm 2011, tổ chức Judo Hoa Kỳ phong bà bậc 10 đẳng.